# Eritema infekciozum
Eritema infekciozum je virusna zarazna bolest (uzročnik je parvovirus B19) koju karakterizira egzantemski osip, karakterističan po redoslijedu i načinu pojavljivanja, te po izgledu. 
Kožne promjene se najprije javljaju na licu (makule i papule koje se spajaju), koje nestaju u 1 do 4 dana. Zatim se promjene pojavljuju na ekstremitetima, te se šire na trup. Središte osipa, nakon nekoliko dana blijedi (promjena dobije karakterističan izgled "zemljopisne karte" ili "mreže"). Zatim osip potpuno izblijedi, te se može ponovo javiti na isti način.
Kožne promjene su oštro ograničene od nezahvaćene kože. 
Liječenje obično nije potrebno.